# Affaire des Mirages de Taïwan
Ne doit pas être confondu avec Affaire des Mirages.

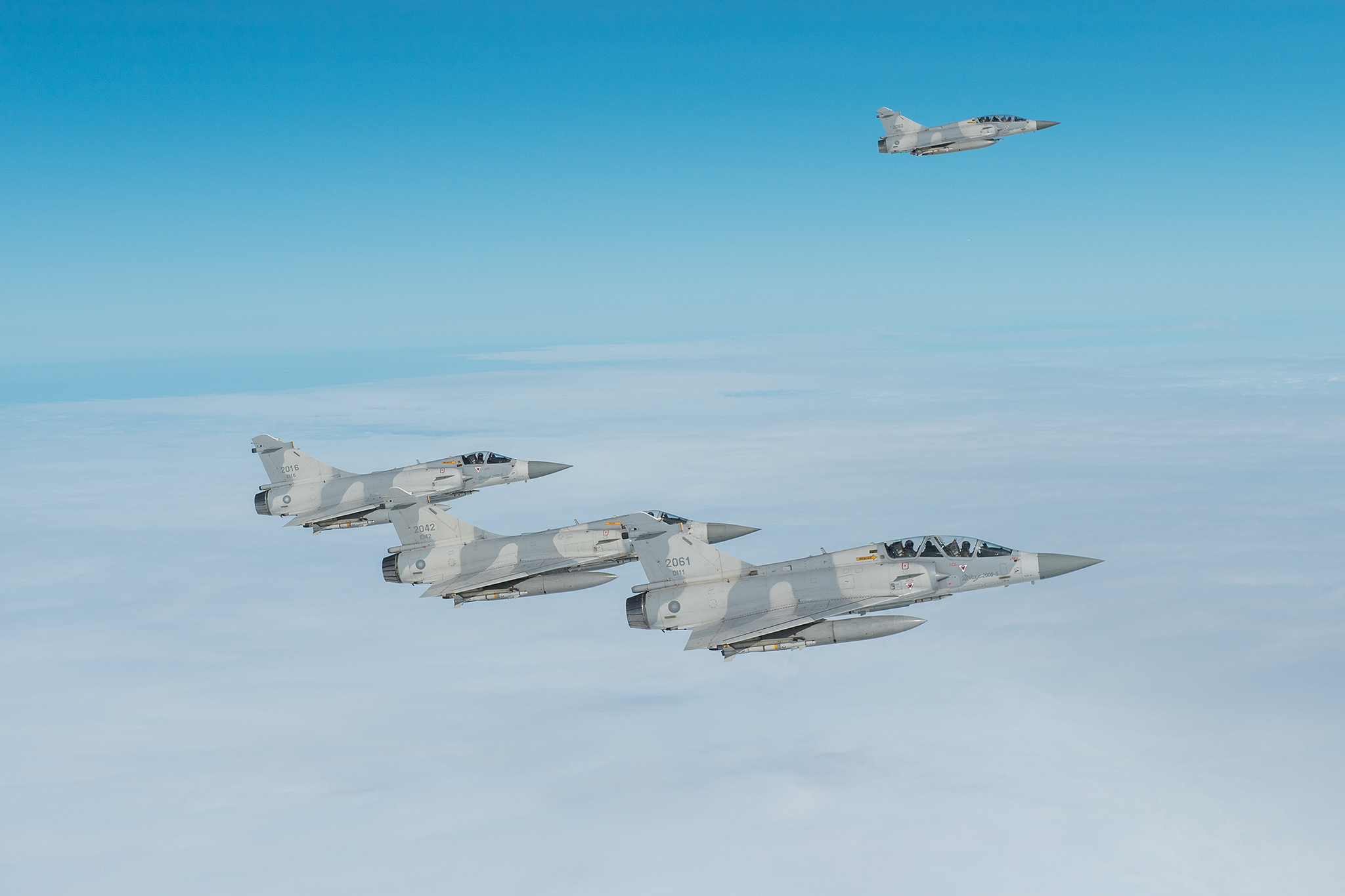
Mirage 2000EI de la Force aérienne de la République de Chine en octobre 2017.

L’affaire des Mirages de Taïwan est liée à un contrat d’armement signé en 1992 qui prévoyait la vente par Dassault Aviation, le missilier Matra (devenu MBDA), Thomson-CSF (devenu Thales) et la Snecma (devenu Safran Aircraft Engines) de soixante Mirage 2000 armés de missiles MICA devant servir à la force aérienne de Taïwan. 

## Enquête française
Parallèlement aux enquêtes sur l'affaire des frégates de Taïwan, le juge Renaud Van Ruymbeke enquête sur la vente des Mirages 2000 à Taïwan.
Prenant les devants de toute velléité d'investigation du juge Renaud Van Ruymbeke, Denis Ranque, président de Thales, écrit au ministre de l'Économie et des Finances Francis Mer le 10 octobre 2003. Dans ce courrier, Denis Ranque demande au ministre de saisir d'urgence la Commission consultative du secret de la défense nationale (CCSDN), afin de classer secret défense le contrat de vente des Mirage 2000.
En septembre 2004, Serge Dassault fait pression sur la rédaction du journal Le Figaro, qu'il possède par l'intermédiaire de la Socpresse, pour ne pas publier l'interview du principal intermédiaire des contrats des frégates et des avions de chasse, Andrew Wang,. L'interview est finalement publiée en septembre 2004 dans Le Point.

## Rivalités entre les industriels
Matra prend l’essentiel (quatorze milliards de francs) du contrat des missiles au détriment de Thomson. C’est le point de départ d’opérations de déstabilisation entre les deux groupes, et à une rivalité qui persistera plusieurs années.

## Procédure arbitrale entre Taiwan et les industriels
Bien qu’interdites par le contrat, les industriels ont payé des commissions. Taïwan demande en 2002 le remboursement de 260 millions de dollars américains, mais un accord est trouvé. En novembre 2012, Taïwan revient à la charge et demande 226 millions d’euros. En 2017, Dassault Aviation, Thales, Safran et MBDA sont condamnés collectivement par la Cour permanente d'arbitrage à payer cette somme,.
Une amende du même type, de 630 millions d'euros, avait été payée par l'État français et Thales en 2011 pour le contrat des frégates.